# كيني (لاعب كرة قدم)
إنريكو كاسترو غونزاليس (بالإسبانية: Enrique Castro González)‏، من مواليد 23 سبتمبر 1949، لاعب كرة قدم إسباني سابق.
لعب مع أحد أفضل الأندية الإسبانية وهما سبورتينغ خيخون ونادي برشلونة، وقد سجل 216 هدف.

## روابط خارجية
- كيني على موقع الاتحاد الدولي (مؤرشف)  (الإنجليزية)
- كيني على موقع الاتحاد الأوربي (الإنجليزية)
- كيني على موقع قاعدة بيانات كرة القدم.إي يو (الإنجليزية)
- كيني على موقع ناشيونال فوتبول تيمز (الإنجليزية)
- كيني على موقع Soccerway.com (الإنجليزية)
- كيني على موقع عالم كرة القدم.نت (الإنجليزية)